# 皇家音樂學院 (倫敦大學)
皇家音樂學院（英語：Royal Academy of Music，RAM）是位於英國倫敦的音樂學院，是倫敦大學的成員書院，也是全英最古老的音樂學院，於1822年創立。學院於1830年被英皇喬治四世陛下授予皇家特許狀。
學院提供器樂表演、作曲、爵士樂、音樂劇和歌劇等從本科到博士的教育培訓，並招收來自世界各地的優秀學生和音樂家。學院致力於終身學習，從培養 18 歲以下音樂家的少年學院，到社區音樂項目，再到適合所有年齡層的表演和教育活動。
該學院的博物館是擁有著世界上最重要的樂器和文物收藏之一。

## 历史

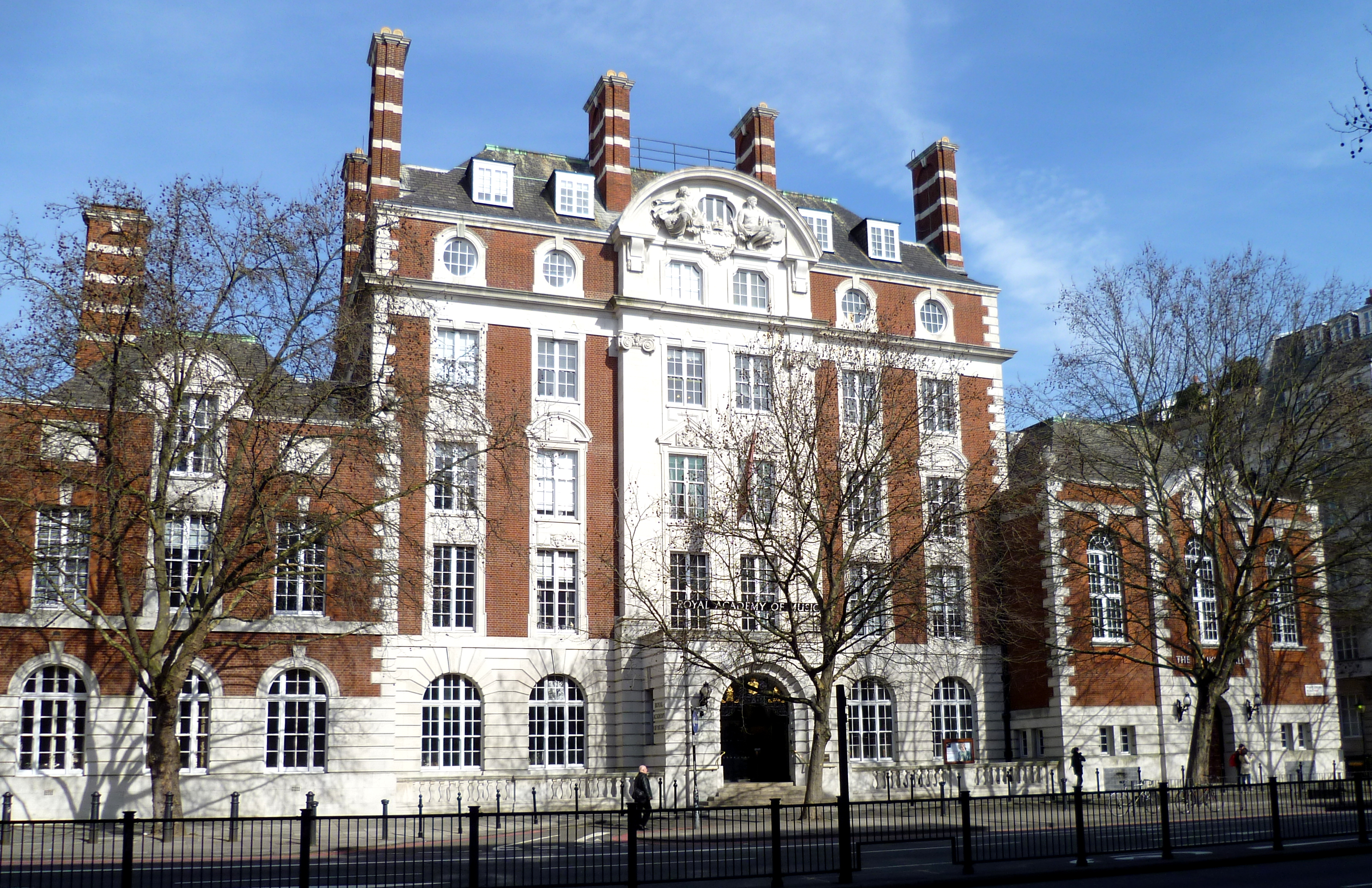
学院大楼

它由第11代威斯特摩兰伯爵约翰·费恩、作曲家尼古拉-查尔斯·博克萨以及第一代威灵顿公爵亚瑟·韦尔兹利成立于1822年，1830年乔治四世为学校颁发皇家特許狀。
1866年学院曾一度面临倒闭危机，這也是人們在鄰近的南肯辛頓建立皇家音樂學院 (南肯辛頓)的部分原因，但在校长威廉·贝内特（William Sterndale Bennett）的努力下化险为夷，学校逐渐好转起来。
学院的第一栋建筑位于汉诺威广场，1911年搬至现址。后来又不断扩建，形成现在的规模。

## 学术
RAM提供本科到博士的教育，此外也有未成年班。

## 外部連結
- 英國皇家音樂學院網站 （页面存档备份，存于）

51°31′25″N 0°09′07″W / 51.52361°N 0.15194°W